# Limnophora spinifera
Limnophora spinifera este o specie de muște din genul Limnophora, familia Muscidae, descrisă de Stein în anul 1914.
Este endemică în Kenya. Conform Catalogue of Life specia Limnophora spinifera nu are subspecii cunoscute.